# Myrcia ehrenbergiana
Myrcia ehrenbergiana là một loài thực vật có hoa trong Họ Đào kim nương. Loài này được (O.Berg) McVaugh mô tả khoa học đầu tiên năm 1969.